# Arsenal Air 100
Dimensions
L'Arsenal Air 100 est un planeur de compétition monoplace produit dans les années 1940 par le constructeur français Arsenal de l'aéronautique. Il se vend à peu d'exemplaires, mais bat plusieurs records. Il reste le détenteur du record mondial de durée avec un vol de 56 h 15 min.

## Conception et développement
Le succès du DFS Weihe conçu en 1938 par l'Allemand Hans Jacobs influence plusieurs modèles comme l'italien CVV-6 Canguro (en) et les Anglais Slingsby T.25 Gull 4 et Sky et l'Air 100.
Trois membres du Groupe l'Air (Clamamus, Délivée et Lescure) commencent fin 1940 à Toulouse l'étude d'un planeur. L'invasion de la zone libre met un point d’arrêt au développement qui ne sera repris qu'en mars 1946 à la demande du Service Technique de l'Aéronautique. L'abandon de l'étude du PM-110 a laissé l'Air 100 seul planeur de performance français en cours de développement alors que se profilent les Championnats du Monde de 1947 à Wichita Falls. En juin 1946, le projet est confié à l'Arsenal de l'Aéronautique dont la section planeurs est dirigée par Raymond Jarlaud qui vérifie les calculs et remplace la verrière profilée trop compliquée à construire par une petite verrière en saillie construite en deux pièces.
Le Weihe étant à la fois le but à améliorer et le modèle, la conception et la construction des ailes des deux planeurs sont similaires. Elles ont toutes deux des envergures de 18 mètres et sont très effilées avec les bouts d'ailes arrondis. Le facteur d'effilement (corde d'emplanture sur corde en bout d'aile) de l'Air 100 étant cependant plus élevé ce qui améliorait l'allongement. Quelques Air 100 postérieurs ont eu des bouts d'ailes droits avec des saumons aérodynamiques. Les deux ailes utilisent un profil Göttingen 549 jusqu'aux ailerons. Sur l'Air 100 l'épaisseur relative est plus importante. Elles sont construites en bois avec un seul longeron. Elles sont coffrées en contreplaqué jusqu'au longeron puis entoilées jusqu'au bord de fuite. Des ailerons à fente sont utilisés pour améliorer le taux de roulis. À l'intérieur de ces ailerons se trouvent des aérofreins type Schempp-Hirth montés immédiatement en arrière du longeron principal ; les aérofreins DFS du Weihe n'avait jamais été très efficaces, en grande partie parce que la conception les plaçait plus en arrière de l'aile où l'espace ne leur permettent pas de s'ouvrir entièrement.
Les empennages des deux modèles sont également similaires, avec des plans fixes coffrés en contreplaqué et des gouvernes entoilées. Il y a d'importantes différences dans les fuselages, même si les deux sont de forme arrondie en structure coffrée en contreplaqué. L'arrière du fuselage du Weihe est relativement mince car l'aile est placée sur un pylône en arrière du poste de pilotage. Afin d'améliorer le rendement du raccord aile-fuselage de l'Air 100, les designers ont augmenté la hauteur du fuselage et ont placé l'aile à la hauteur de l'épaule du pilote. Le prototype n'a pas de dièdre, mais il y en a un sur les planeurs de série. La verrière est plus haute et plus galbée sur les modèles conçus après-guerre. À l'origine, l'Air 100 se pose sur un patin a l'avant et un sabot sous l'empennage, mais sur les planeurs de production il y a une roue demi-encastrée légèrement en avant du centre de gravité. La partie arrière du patin après la roue est supprimée.
L'Air 100 vole pour la première fois le 10 juin 1947. Les planeurs de production qui suivent les deux prototypes pèsent 43 kg de plus à vide,.
En 1952 il est extrapolé en Air 102, visuellement très proche mais avec une structure renforcée, des améliorations sur la cinématique des gouvernes et une diminution du vrillage en bout d'ailes. En 1953, après de fortes vibrations apparues sans raisons identifiées sur plusieurs planeurs les Air 102 sont limités à la vitesse de 150 km/h.
Le fuselage est réutilisé en 1957 pour le Merville S-30 lui aussi conçu par Raymond Jarlaud. Avec son profil laminaire et ses volets de courbure perfectionnés, il est potentiellement meilleur que le Breguet Br.901 mais le fuselage, toujours trop souple, limite sa vitesse maxi à 150 km/h.

## Historique des vols
L'Air 100 fait ses débuts en compétition de vol à voile lorsque les deux prototypes récemment achevés par l'Arsenal de l'Air de Châtillon et après seulement 3 heures d'essais en vol, participent aux championnats Nationaux Américains à Wichita Falls, au Kansas, en juillet 1947, pilotés par Éric Nessler et Adrien Valette. Ils terminent à la cinquième et huitième place, devant un autre planeur français, le SNCASO SO.P-1 Ferblantine, onzième. Ces résultats sont obtenus malgré une arrivée tardive ayant empêché la participation aux premiers jours du concours et une équipe de dépannage trop restreinte.
En 1948, Donald Pollard remporte sur l'Air 100 N°1 laissé aux USA le Barringer Trophy grâce à un vol de 332 km d'Elmira, NY à Asbury Park, NJ.
Les résultats aux Championnats du Monde d'Obrero en Suède montrent les limites du planeur par petit temps les deux Air 100 pilotés par Fonteilles et Lambert se classent neuvième et dixième derrière sept Weihe. À la suite de cette déconvenue la commande d'Air 102 à Victor Minié Aviation est transformée en commande de trente Weihe qui seront produits sous le nom de VMA.200 Milan.
La plus marquante des performances est réalisée en 1952, avec l'amélioration du record du monde de durée porté à 56 h 15 min. Le pilote est Charles Atger. Ce record est établi du 2 au 4 avril 1952 à Saint-Rémy-de-Provence au-dessus de la chaîne des Alpilles, grâce au mistral. Trente mois plus tard, un autre pilote, Bertrand Dauvin (21 ans), se tue dans un autre planeur en tentant d'améliorer le record d'Atger ; l'accident attribué à l'épuisement du pilote la FAI décide de ne plus enregistrer ce record pour les planeurs. Ainsi, le record d'Atger tient toujours et le pilote était encore vivant pour célébrer son 40e anniversaire.
Le 12 mai 1953 Marcelle Choisnet sur l'Air 100 no 14 améliore le record féminin de distance aller-retour avec but fixé grâce à un vol de 290 kilomètres entre Beynes et Romilly-sur-Seine. Elle bat également le record féminin de distance en ligne droite avec but fixé avec 510 km en mai 1954 sur un Air 102.
Les Air 100 enregistrent d'autre records et participent avec succès à de nombreuses compétitions en France au début des années 1950. Certains planeurs ont une longue carrière : trois Air 100 et deux Air 102 restent enregistrés au registre Européen des aéronefs civils en 2010. En 2019 on trouve 8 Air 100 et 6 Air 102 sur le registre de l'aviation civile.

## En vol
Testé au CEV le planeur y est trouvé d'une bonne stabilité générale et très maniable en roulis. Il décroche sèchement mais est facile à sortir d'autorotation. Plutôt considéré comme un planeur de « gros temps » il est handicapé par une faiblesse de l'arrière du fuselage qui entre en vibration vers 160 km/h ce qui amène à baisser la VNE (vitesse à ne jamais dépasser) à 150 km/h.

## Variantes
Données issues de Sailplanes 1945-1965

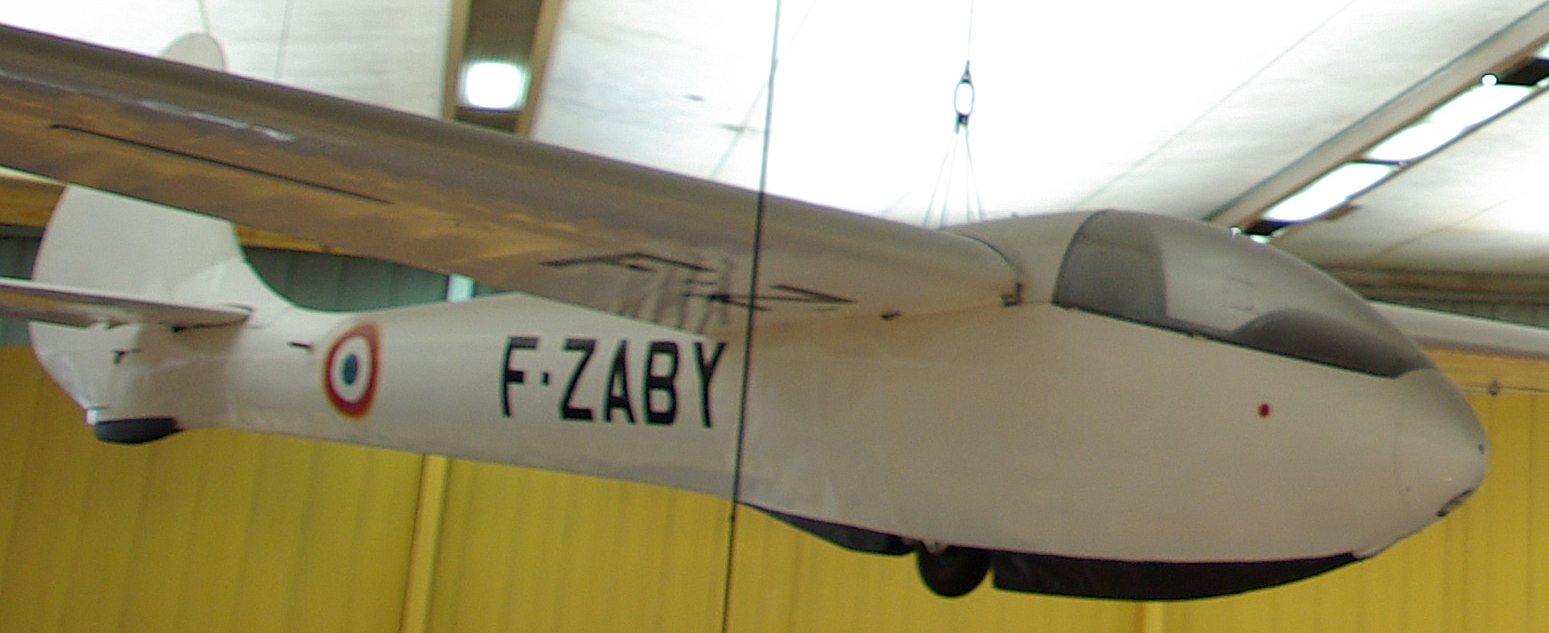
Planeur exposé sous le nom d'Air 100 au musée du Bourget, mais il s'agit de l'Air 101.

Air 100
Deux prototypes, suivi par 15 planeurs de série fabriqués par Guerchais-Roche.
Air 101
Un appareil construit ou modifié par le Groupe de l'Air, l'équipe de conception initiale.
Air 102
Structure renforcée. 25 construits par Victor Minié en 1952.

## Planeurs exposés
Données issues de : Aviation museums and collections of mainland Europe.
De nombreux Air 100 et 102 sont stockés ou font partie de collections. Les planeurs suivant sont exposés au public
- Musée de l'Air et de l'Espace, Le Bourget, Air 101 : immatriculé F-ZABY
- Musée régional de l'air, Marcé, Air 102 : F-CAGQ